# Hofvijver

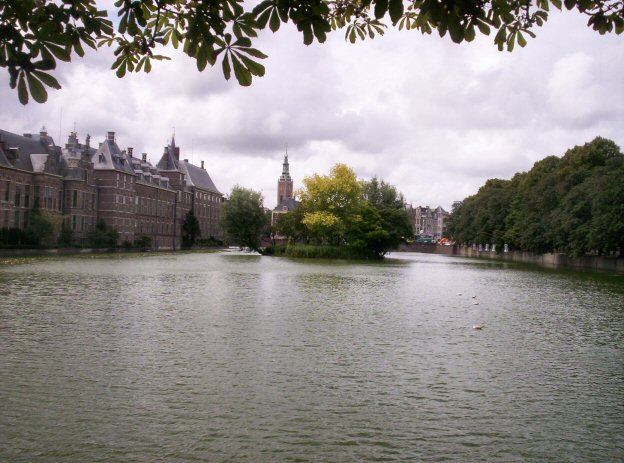
Vista dallo storico museo di Korte Vijverberg

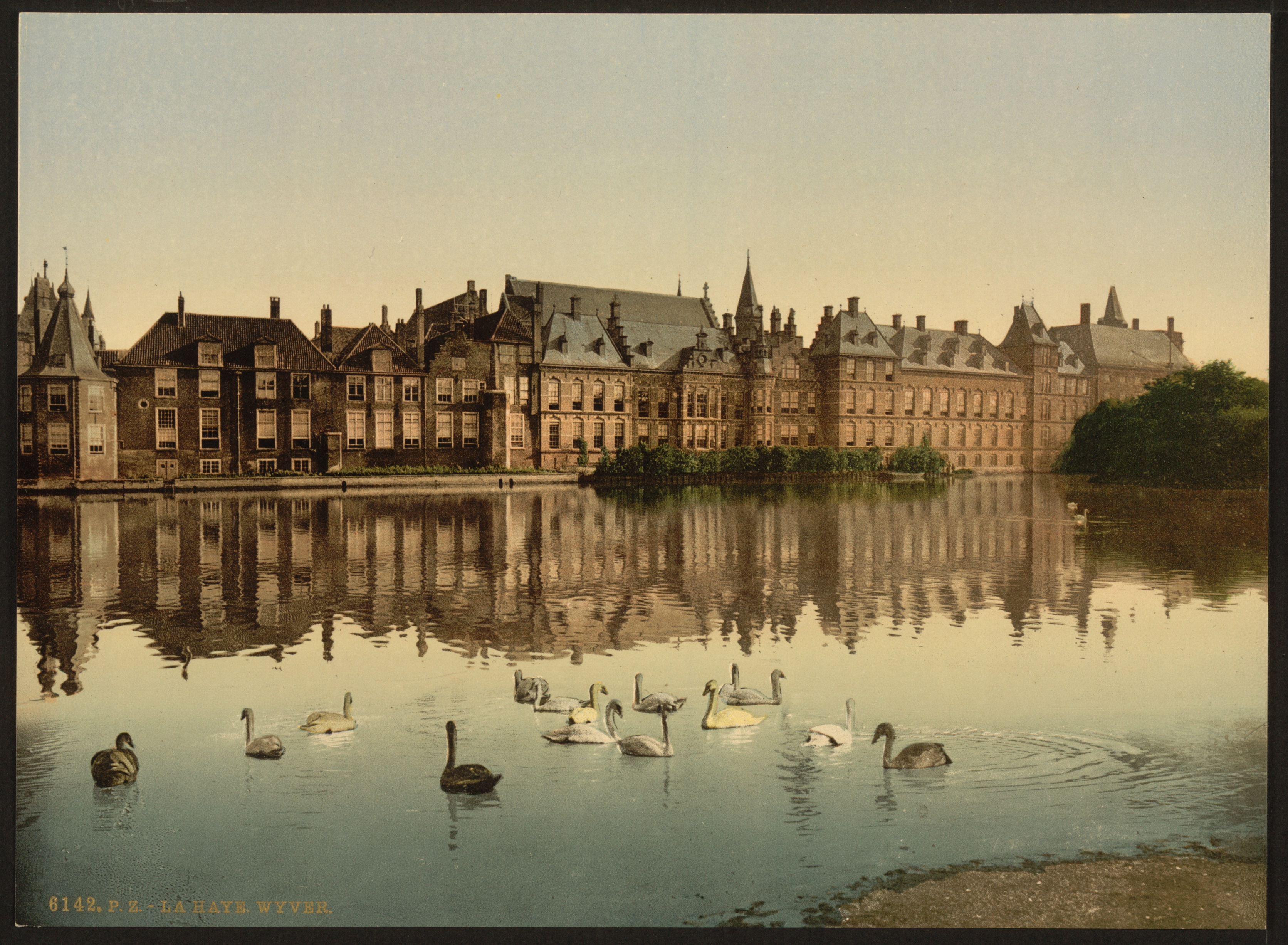
Vista del Binnenhof attraverso l'Hofvijver da Lange Vijverberg, complesso del 1900

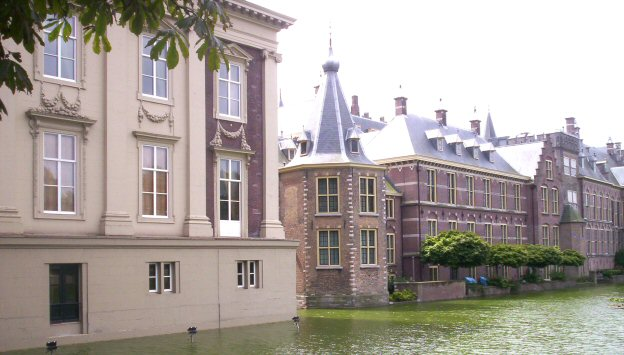
Vista da Korte Vijverberg del lato occidentale del museo Mauritshuis, la piccola torre o Torentje e la parte nord del Binnenhof con il lato est dell'Hofvijver

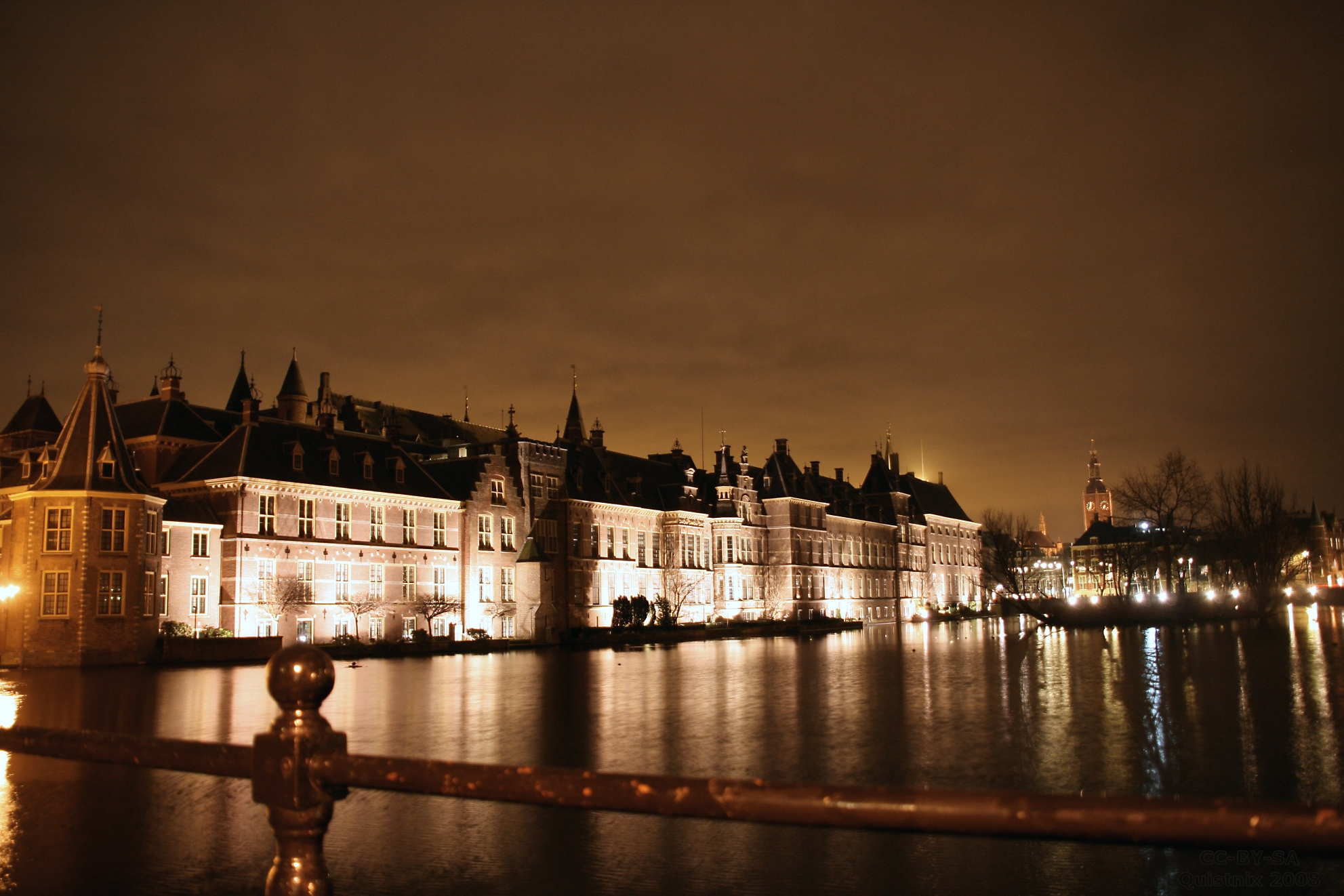
Vista simile da Korte Vijverberg in notturna

L'Hofvijver (in lingua olandese ɦɔfɛivər) è uno stagno del centro de L'Aia. Confina ad est con la Korte Vijverberg (strada), a sud con il Binnenhof e la Mauritshuis, ad ovest con il Buitenhof e a nord con la Lange Vijverberg (strada). Nel mezzo c'è una piccola isola, senza nome, con piante e alberi, di solito indicata come "l'isola nel Vijverberg".

## Storia
Il termine stagno è in realtà un termine improprio, in quanto l'Hofvijver ha la sua origine in una sorgente naturale, alimentata dall'Haagse Beek (torrente L'Aia) (originalmente: Dunecreek) e al giorno d'oggi ridotta e dal Bosbeek (torrente del bosco) proveniente dalla Haagse Bos (bosco de L'Aia). L'Haagse Beek alimenta ancora l'Hofvijver e così lo stagno è direttamente collegato alle dune di Kijkduin.
In questo stagno vi era un'isola (non l'attuale dell'Hofvijver) sulla quale Guglielmo II fece costruire il suo palazzo nel 1248. Altre fonti riferiscono che fece costruire il palazzo lungo lo stagno e creò un fossato intorno ad esso. La città de L'Aia ha celebrato i 700 anni dalla sua fondazione nel 1948, suggerendo che la città pone la sua origine nella costruzione del palazzo di Guglielmo II nel 1248.
Alberto I di Baviera lo realizzò in forma rettangolare nel XIV secolo. Nel XVII secolo l'Hofvijver venne dotato di banchine e nel XIX secolo venne allungato. Intorno al 1800 la Binnenhof venne circondata da un fossato e resa accessibile soltanto a mezzo di ponti.
L'isola di Vijverberg che conosciamo oggi è stata creata solo circa 300 anni fa. Come e perché sia stata creata non ci è noto. Nel centro dell'isola sorge un pennone e l'isola stessa conta un certo numero di alberi e piccole piante (nessun cespugli). Non è aperta al pubblico. Accanto all'isola si trova una fontana nell'acqua. Durante le dimostrazioni l'isola è stata occupata un paio di volte e vi sono stati esposti striscioni.

## Oggi
Al giorno d'oggi l'Hofvijver è adiacente ad ovest al Buitenhof, ma fino al XIX secolo su quel lato si trovavano delle case. Lo stagno è circondato generalmente da banchine elevate, ma molto basse in alcuni punti. Nel 2004 è stato costruito un cancello sommerso per fare in modo che nessuno possa nuotare verso l'ufficio del primo ministro senza essere scoperto. Il suo ufficio, la Torentje ("piccola torre"), confina con l'Hofvijver in quanto si trova sul Binnenhof.
Sulla riva di fronte al Binnenhof (Lange Vijverberg) c'è una statua di Jantje (piccolo John). Jantje probabilmente rappresenta Giovanni I, conte d'Olanda che è morto all'età di 15 anni, ed è ricordata di una nota canzone olandese per bambini su L'Aia.
Accanto al Vijverberg si trovano diversi musei, come il Mauritshuis, il Gevangenpoort (porta della prigione), il Museo Storico de L'aia e la Galleria Principe Guglielmo V di Orange-Nassau.